# L'estuario
L'estuario è un romanzo di Marta Morazzoni pubblicato per i tipi Longanesi nel 1996 e classificatosi terzo alla 12ª edizione del Premio letterario nazionale per la donna scrittrice.

## Trama
La vita tranquilla, ripetitiva e solitaria di due amici, l'antiquario Benedict e il matematico Antonio, è infranta dall'arrivo di Margot, una cartografa francese che cerca nuovo materiale per le sue ricerche nella bottega di Benedict, dove lavora anche il vecchio commesso Thomas. Solo Antonio, che contrappone agli «imbrogli dei sentimenti e delle parole» i numeri, non si lascia turbare dalle emozioni. Sarà invece Benedict a partire per la Francia con Margot.